# Friedrich August Eckstein
Friedrich August Eckstein, född den 6 maj 1810 i Halle, död den 15 november 1885 i Leipzig, var en tysk klassisk filolog.
Eckstein var 1863–1881 rektor vid Thomasskolan i Leipzig och extra ordinarie professor vid universitetet där. Han utgav åtskilliga goda upplagor av klassiska författare: Cornelius Nepos, Tacitus, Horatius med flera.